# Yukio Tsuchiya
Yukio Tsuchiya (Tokio, 31 juli 1974) is een Japans voetballer.

## Carrière
Yukio Tsuchiya speelde tussen 1997 en 2006 voor Verdy Kawasaki, Vissel Kobe, Kashiwa Reysol en Omiya Ardija. Hij tekende in 2007 bij Tokyo Verdy.